# Muzej prekinutih veza
Muzej prekinutih veza je muzej posvećen prekinutim vezama, bilo ljubavnim, obiteljskim ili prijateljskim. U njemu su izloženi osobni predmeti koji simboliziraju prekinute veze, i popraćeni su kratkim opisima. U početku je ovo bila putujuća zbirka doniranih predmeta, da bi se nakon nekog vremena smjestio na trajnoj lokaciji u Zagrebu, u listopadu 2010. godine.[nedostaje izvor] Europski muzejski forum na svečanosti u Bremerhavenu dodijelio je Muzeju nagradu Kenneth Hudson za najinovativniji muzej u Europi 2011. godine.

## Povijest
Muzej su osnovali zagrebački umjetnici, filmska producentica Olinka Vištica i akademski slikar Dražen Grubišić. Njih su dvoje bili u vezi od 1999. do 2003. godine, a nakon što su prekinuli vezu nisu znali što učiniti sa svim stvarima koje su im preostale nakon veze.
Razmišljali su kako otvoriti muzej u koji bi sve predmete mogli smjestiti. Tri godine kasnije Grubišić je nazvao Višticu kako bi je podsjetio na tu zamisao. Nakon tog razgovora oboje počinju moliti svoje prijatelje da doniraju predmete koji su im ostali nakon raskida svojih veza, čime je ta zbirka i nastala. Prvi je put prikazana 2006. godine u Gliptoteci HAZU-a u sklopu 41. Zagrebačkog salona.
Sljedećih je godina zbirka bila na svjetskoj turneji, posjećujući Argentinu, Bosnu i Hercegovinu, Njemačku, Makedoniju, Filipine, Srbiju, Singapur, Sloveniju, Južnoafričku Republiku, Tursku, Ujedinjeno Kraljevstvo i Sjedinjene Američke Države. S vremenom su sakupili nove predmete koje su im donirali njihovi posjetitelji, od čega su više od 30 predmeta donirali Berlinjani kada je izložba posjetila njihov grad 2007. godine.
U međuvremenu su, nakon neuspjelih pokušaja da pobude zanimanje Ministarstva kulture Republike Hrvatske za pronalazak privremena mjesta za muzej, Vištica i Grubišić odlučili privatnim sredstvima iznajmiti prostor od 300 m² u zagrebačkom Gradecu, čime je muzej postao prvi zagrebački muzej u privatnom vlasništvu. Muzej je otvorio svoja vrata u listopadu 2010. godine, te je postao posebno popularan kod stranih turista.
U svibnju 2011. Muzej prekinutih veza dobio je nagradu Kenneth Hudson koju dodjeljuje Europski muzejski forum.

## Koncept
Zbirka muzeja, izgrađena kroz donacije iz cijelog svijeta, sadrži oko 3500 predmeta. Svaki predmet uspomena je na prošlu vezu, uz anonimnu priču donatora. Zbirka se sastoji od nekoliko segmenata:
- Izložba materijalnih ostataka – Predmeti su predstavljeni s datumima i lokacijama veze te bilješkama anonimnih donatora.
- Virtualni web muzej – Omogućava registriranim korisnicima da postanu donatori putem učitavanja slika i dokumenata te odluče hoće li svoju kolekciju otvoriti za javnost.[12]

## Ostale lokacije

### Los Angeles, Kalifornija
Muzej prekinutih veza u Los Angelesu otvoren je 4. lipnja 2016. u srcu Hollywooda. Tijekom posjeta Zagrebu, američki odvjetnik John B. Quinn bio je impresioniran muzejem i započeo suradnju s osnivačima. Losanđeleska lokacija zatvorena je u studenom 2017. godine.

### Chiang Mai, Tajland
Jedna je lokacija muzeja otvorena u Chiang Maiju, u Tajlandu, u studenom 2024., čime je otvorena prva lokacija muzeja u jugoistočnoj Aziji. Muzej sadrži zbirku doniranih predmeta popraćenih osobnim pričama, simbolizirajući teme ljubavi i gubitka. Podružnica u Chiang Maiju integrira globalni fokus muzeja na ljudske odnose s regionalnim kulturnim elementima.

## Putujuće izložbe
Muzej je do sada gostovao u sljedećim gradovima:
- Split, Hrvatska (2006.)
- Ljubljana, Slovenija (2006.)
- Maribor, Slovenija (2007.)
- Sarajevo, Bosna i Hercegovina (2007.)
- Skoplje, Makedonija (2007.)
- Berlin, Njemačka (2010.)
- Pula, Hrvatska (2008.)
- Beograd, Srbija (2008.)
- Rijeka, Hrvatska (2008.)
- Nitra, Slovačka (2008.)
- San Francisco, SAD (2009.)
- Singapur (2009.)
- Kilkenny, Irska (2009.)
- Manila, Filipini ()
- Cape Town, Južnoafrička Republika (2009.)
- Istanbul, Turska (2010.)
- Bloomington, SAD (2010.)
- St. Louis, SAD (2010.)
- Buenos Aires, Argentina (2011.)
- Houston, SAD (2011.)
- London, Ujedinjeno Kraljevstvo (2011.)
- Sleaford, Lincolnshire, Ujedinjeno Kraljevstvo (2012.)
- Pariz, Francuska (2012./2013.)
- Boulder, SAD (2013.)
- Taipei, Tajvan (2013.)
- Amsterdam, Nizozemska (2014.)
- Mexico City, Meksiko (2014.)
- London, Ujedinjeno Kraljevstvo (2014.)
- Taipei, Tajvan (2014.)
- Bruxelles, Belgija (2014.)
- San Francisco, SAD (2015.)
- Basel, Švicarska (2015.)
- Mons, Belgija (2015.)
- Whitehorse, Kanada (2015.)
- Boise, SAD (2016.)
- Helsinki, Finska (2016.)
- Jeju, Južna Koreja (2016.)[15]
- Köln, Njemačka (2016.)
- Kopenhagen, Danska (2017.)
- Heidelberg, Njemačka (2017.)
- Istanbul, Turska (2017.)
- New York, SAD (2017.)
- Tokyo, Japan (2018.)
- Priština, Kosovo (2018.)
- Šangaj, Kina (2018.)
- Alta, Norveška (2018.)
- Skopje, Sjeverna Makedonija (2019.)
- Tbilisi, Gruzija (2019.)
- Toronto, Kanada (2019.)
- Melbourne, Australija (2019.)
- Dunedin, Novi Zeland (2020.)
- York, Engleska (2020.)
- Bukurešt, Rumunjska (2020.)
- Aveiro, Portugal (2021.)

## Vanjske poveznice
- Službene stranice muzeja
- (Flash video) Sad stories from the Museum of Broken Relationships - BBC
- (Flash video) 'Museum of Broken Relationships'  Arhivirana inačica izvorne stranice od 27. ožujka 2014. (Wayback Machine) - CNN